# Moneda de media corona irlandesa
 
La media corona (2s 6d) (en irlandés: leath choróin) la moneda era una subdivisión de la libra irlandesa predecimal, con un valor de 1⁄8 de libra. La media corona se llamaba comúnmente «dos y seis» debido a su valor de dos chelines y seis peniques (indicado en la moneda como «2s 6d»).
La acuñación original de la moneda de 1928 a 1943 contenía un 75% de plata, un contenido más alto que la moneda británica equivalente. Las monedas de plata eran bastante distinguibles porque tenían un aspecto más blanco que la variedad de cuproníquel acuñada en 1951. Las monedas de plata se desgastaron menos. La moneda de cuproníquel posterior fue 75% de cobre y 25% de níquel.
La moneda medía 1,275 pulgadas (32,4 mm) de diámetro y pesaba 14,1 gramos El diseño del reverso de la moneda, de Percy Metcalfe, presentaba un cazador irlandés, una raza de caballo. Este diseño se usó más tarde para la moneda de veinte peniques emitida en 1986. El anverso presentaba el arpa irlandesa. De 1928 a 1937, la fecha se dividió a ambos lados del arpa con el nombre Saorstát Éireann dando vueltas. De 1938 a 1967 la inscripción cambió a Éire a la izquierda del arpa y la fecha a la derecha.
Las últimas medias coronas se produjeron en 1967 y la moneda se retiró de circulación el 1 de enero de 1970. El diseño del caballo se reutilizó en la moneda decimal de 20 peniques introducida en 1986.